# Ruy de Carvalho

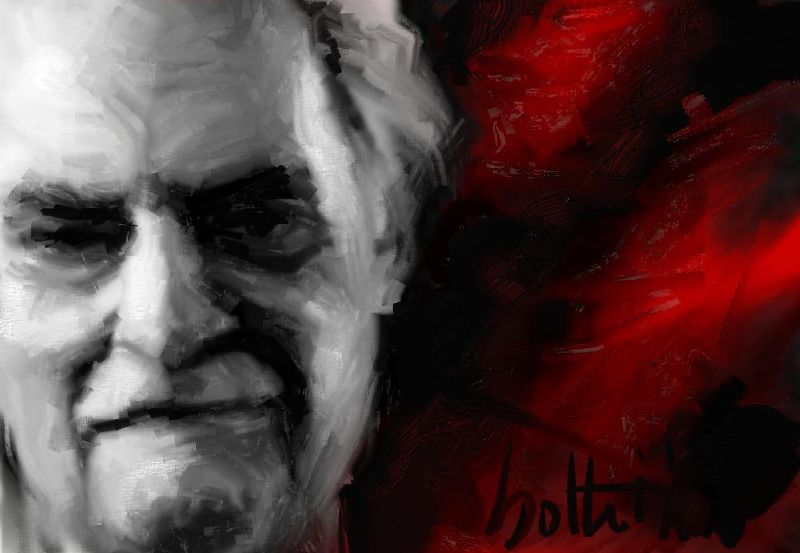
Ruy de Carvalho (Porträt von Bottelho, 2010)

Rui Alberto Rebelo Pires de Carvalho (* 1. März 1927 in Lissabon) ist ein portugiesischer Schauspieler.

## Leben
Nach Abschluss der kaufmännischen Schule in Lissabon wirkte er als Amateurschauspieler ab 1942 im Theater der Mocidade Portuguesa, der Pflicht-Jugendorganisation des autoritären Estado Novo-Regimes. Auf Anraten seines dortigen Intendanten, den populären Schauspieler Ribeirinho, schrieb Carvalho sich am Nationalkonservatorium (heute ESTC) ein, wo er von 1945 bis 1950 Schauspiel studierte, und belegte später die Gesangsschule der Staatsoper Teatro Nacional de São Carlos.

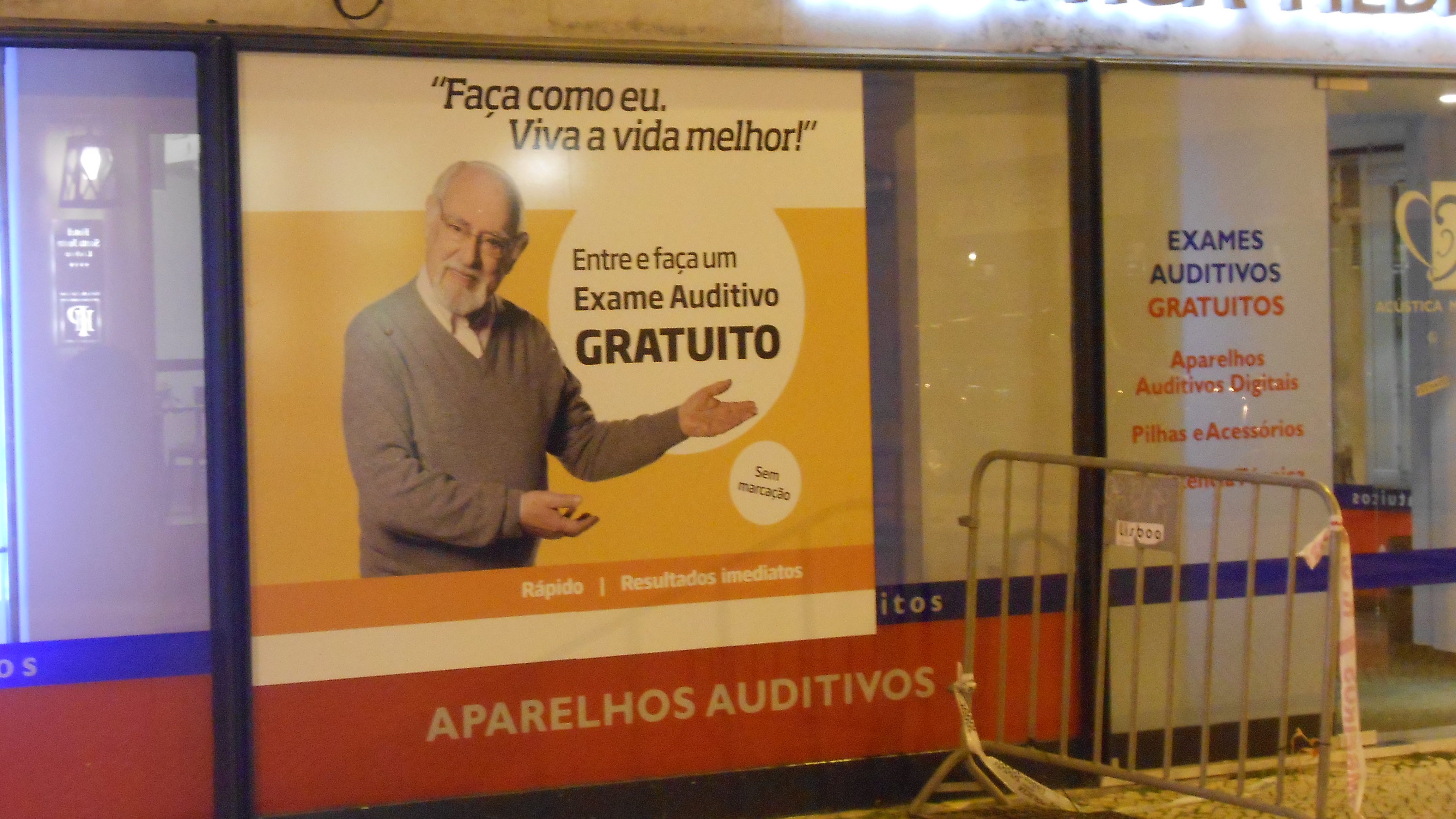
Werbung des Schauspielers Ruy de Carvalho für eine Hörgerätefirma (2014 unweit des bekannten Aufzugs Elevador de Santa Justa in Lissabon gesehen)

Erstmals stand er 1947 in der Komödie Rapazes de hoje (dt.: Jungs von heute) auf einer regulären Theaterbühne, im Teatro Nacional D. Maria II. Seit seiner Rolle des Eric Birling 1951 in Priestleys Está lá fora um Inspector (dt. Titel: Ein Inspektor kommt) am Teatro Avenida galt er als einer der bedeutendsten Schauspieler seiner Generation. 1961 war er Mitbegründer des Teatro Moderno, wo er in allen Produktionen mitwirkte, bis zu seinem Wechsel in die Leitung des Teatro Experimental von Porto 1963. An der Seite des populären Raul Solnado spielte er 1975 im größten Bühnenerfolg nach der Nelkenrevolution, Schweik na Segunda Guerra Mundial (dt.: Schweik im Zweiten Weltkrieg). Von 1977 bis 2000 gehörte er dem Ensemble des Teatro Nacional D. Maria II an. Mit über 70 Jahren auf der Bühne gilt Ruy de Carvalho als ältester, noch aktiver Theaterschauspieler der Welt.
Nachdem er bereits 1951 seine erste Filmrolle übernommen hatte, im 1952 veröffentlichten Eram Duzentos Irmãos (dt.: Es waren 200 Brüder; Regie: Armando Vieira Pinto), trat er regelmäßig in Kinofilmen (darunter mehrere Filme von Manoel de Oliveira), Fernsehfilmen, TV-Serien und zunehmend auch Telenovelas auf. Auch wenn er seine heutige breite Popularität vor allem seinen Fernsehrollen verdankt, so blieb er doch vor allem ein Theaterschauspieler.
Bei der 2007 vom öffentlich-rechtlichen Fernsehsender Rádio e Televisão de Portugal veranstalteten Wahl der 100 bedeutendsten Portugiesen (Os Grandes Portugueses) wurde er auf den 50. Platz gewählt.

## Preise und Ehrungen
- Globos de Ouro 1999 als Theaterpersönlichkeit des Jahres
- Globo de Ouro 2002 für die TV-Serie Olhos de Água
- Goldener Delphin 2003 des Festróia Filmfestivals (Lebenswerk)
- Auszeichnung des Fantasporto Filmfestivals 2007 (Lebenswerk)
- Orden des heiligen Jakob vom Schwert im Großoffiziersrang 2010
- Orden des Infanten Dom Henrique im Großkreuzrang 2012 anlässlich seines 70. Bühnenjubiläums[7][8]

## Filmografie (Auswahl)
- 1970: O Cerco; Regie: António da Cunha Telles
- 1982: Vila Faia (Telenovela)
- 1990: O Processo do Rei; Regie: João Mário Grilo
- 1992' Tag der Verzweiflung (O Dia do Desespero); Regie: Manoel de Oliveira
- 1993: Am Ufer des Flusses; Regie: Manoel de Oliveira
- 1994: Die Büchse des Bettlers; Regie: Manoel de Oliveira
- 2000: Nelken für die Freiheit; Regie: Maria de Medeiros
- 2004: O Quinto Império – Ontem Como Hoje; Regie: Manoel de Oliveira
- 2005: O Crime do Padre Amaro; Regie: Carlos Coelho da Silva
- 2007: Corrupção; Regie: João Botelho
- 2009: Second Life; Regie: Alexandre Cebrian Valente, Miguel Gaudêncio
- 2011: A Morte de Carlos Gardel; Regie: Solveig Nordlund
- 2016: Refrigerantes e Canções de Amor; Regie: Luís Galvão Teles